# Iniciativa pol Asturianu
Iniciativa pol Asturianu (Iniciativa por el asturiano en español) es un colectivo creado en 2011 que trabaja por la normalización del idioma asturiano y por el reconocimiento de los derechos lingüísticos de sus hablantes.
El ámbito de actuación de la organización es el territorio de la comunidad autónoma de Asturias, aunque colabora con otras organizaciones del dominio lingüístico asturleonés en los lugares donde es lengua propia además de establecer contactos internacionales que supongan un reconocimiento y apoyo al idioma.
Esta asociación, busca implantar el uso del asturiano en ámbitos nuevos a través de acciones concretas que permitan llegar a acuerdos con entidaes de todo tipo. Así, busca acuerdos, pero también hace uso de campañas reivindicativas en las situaciones que considera necesario.